# Xandarasterope
Xandarasterope is een geslacht van kreeftachtigen uit de klasse van de Ostracoda (mosselkreeftjes).

## Soorten
- Xandarasterope storthynx Kornicker in Kornicker & Poore, 1996
- Xandarasterope trux Kornicker in Kornicker & Poore, 1996